# ألميرو لوبو
دانييل ألميرو لوبو (بالبرتغالية: Almiro Lobo‏) (مواليد 30 أبريل 1982 في كويليماني) لاعب كرة قدم موزمبيقي دولي يجيد اللعب في خط الدفاع . يلعب لصالح نادي بلاتينيوم ستارز الجنوب الأفريقي منذ 2008 .

## وصلات خارجية
- ألميرو لوبو على موقع قاعدة بيانات كرة القدم.إي يو (الإنجليزية)
- ألميرو لوبو على موقع ناشيونال فوتبول تيمز (الإنجليزية)